# Gregory Sierra
Pour les articles homonymes, voir Sierra.
 Gregory Sierra est un acteur américain né le 25 janvier 1937 à New York aux États-Unis et mort le 4 janvier 2021 à Laguna Woods en Californie.

## Filmographie

### Cinéma
- 1970 : Campus (Getting Straight) : Garcia
- 1970 : Le Secret de la planète des singes (Beneath the Planet of the Apes) : Verger
- 1972 : Les Indésirables (Pocker Money) : Chavarin
- 1972 : La Colère de Dieu (The Wrath of God) : Jurado
- 1973 : Le Voleur qui vient dîner (The Thief Who Came to Dinner) : Dynamite
- 1973 : Papillon : Antonio
- 1973 : Le Flic ricanant (The Laughing Policeman) : Ken Vickery
- 1974 : The Castaway Cowboy : Marruja
- 1974 : La Tour infernale (The Towering Inferno) : Carlos
- 1974 : Goodnight Jackie : Paul
- 1978 : Purgatoire (Mean Dog Blues) : Jesus Gonzales
- 1979 : Le Prisonnier de Zenda (The Prisoner of Zenda) : Le comte
- 1986 : Six hommes pour sauver Harry (Let's Get Harry) : Alfonso
- 1987 : The Trouble with Spies : Le capitaine Sanchez
- 1992 : Dernière limite (Deep Cover) : Felix Barbosa
- 1992 : Chérie, j'ai agrandi le bébé (Honey, I Blew Up the Kid) : Terence Wheeler
- 1993 : Hot Shots! 2 : Le capitaine
- 1994 : A Low Down Dirty Shame : Le capitaine Nunez
- 1998 : Vampires : le père Giovanni
- 1998 : Le Prince de Sicile (Mafia!) : Bonifacio

### Télévision
- 1969-1972 : Mission impossible (série TV) : 
  - Butler (saison 4, épisodes 17 et 19)
  - Fernando Larco (saison 7, épisode 6)
- 1974 : Honky Tonk de Don Taylor (téléfilm) : Slade
- 1981-1983 : Pour l'amour du risque (série TV) : 
  - Eduardo (saison 3, épisode 2)
  - Howard Castle (saison 5, épisode 14)
- 1983 : The Night the Bridge Fell Down de Georg Fenady (téléfilm) : Ramirez
- 1984-1994: Arabesque (série TV) : 
  - Det. Sgt. Moreno (saison 1, épisode 12)
  - Sanchez (saison 4, épisode 16)
  - Ramon (saison 8, épisode 19)
  - Lt. Gabriel Caceras (saison 9, épisode 15)
  - Lt. Gabriel Caceras (saison 11, épisode 16)
- 1984 : Deux flics à Miami (série TV) : Lieutenant Lou Rodriguez (saison 1, épisodes 3, 4 et 5)
- 1985-1990 : MacGyver :
  - Général Antonio Vasquez (saison 1, épisode 4)
  - Colonel Antunnez (saison 2, épisode 6)
  - Capitaine Diaz (saison 5, épisode 15)
- 1987 : Magnum (série TV) : Miguel Torres (saison 2, épisode 8)
- 1988 : Le Monstre évadé de l'espace (TV) : Frank Dileo
- 1992 : Le Prince de Bel-Air (série TV) : Hector (saison 3, épisode 2)
- 1993 : X-Files : Aux frontières du réel (série TV) : Dr Diamond (saison 1, épisode 5 : Le Diable du New Jersey)
- 1994 : Docteur Quinn, femme médecin (série TV) : General Parker (saison 7, épisodes 7 et 8)
- 1994 : Walker Texas Ranger (série TV) : Rafael Mendoza (saison 3, épisodes 24 et 25)
- 1995 : Star Trek Deep Space Nine (Série TV) : Entek (Saison 3, épisode 5 "Seconde Peau")